# Хангерфорд, Роберт, 2-й барон Хангерфорд
Роберт Хангерфорд (англ. Robert Hungerford; 1400 или 1409/13 — 18 мая 1459) — английский аристократ, 2-й барон Хангерфорд с 1449 года.

## Биография
Роберт Хангерфорд был вторым сыном Уолтера, 1-го барона Хангерфорда, и его первой жены Кэтрин Певерел. Его старший брат Уолтер рано умер, так что Роберт стал наследником баронского титула и семейных владений, расположенных главным образом в Уилтшире. Уолтер-старший умер в 1449 году. Роберту удалось расширить свои владения за счёт земель в Корнуолле, которыми до этого владели Певерелы и семья его жены — бароны Ботро.
В период с 1450 по 1456 годы Роберта регулярно вызывали в парламент как барона Хангерфорда. Он скончался в 1459 году и завещал похоронить тело в кафедральном соборе Солсбери, где до этого упокоился его отец.
Роберт Хангерфорд был женат с 1420 года на Маргарет Ботро, дочери и наследнице Уильяма, 3-го барона Ботро, и Элизабет Бомон. В этом браке родились Кэтрин (жена Ричарда Уэста, 7-го барона де Ла Варра), Уильям, Элеанора, Арнульф и Роберт, ставший после смерти отца 3-м бароном Хангерфорд.